# Struckia argentata
Struckia argentata là một loài Rêu trong họ Sematophyllaceae. Loài này được (Mitt.) Müll. Hal. miêu tả khoa học đầu tiên năm 1893.